# Аризонский чиз-крисп
Аризонский чиз-крисп (англ. Arizona cheese crisp), в Аризоне просто чиз-крисп — это мучная тортилья, покрытая тёртым сыром.
Чтобы приготовить блюдо, нужно положить тортилью, покрытую сыром (обычно сыры комбинируют), на металлический противень для пиццы, заранее смазанный маслом или маргарином, и запекать до того, пока она не станет хрустящей. Аризонский чиз-крисп похож на кесадилью, но отличается тем, что хрустящую сырную корочку не проворачивают, а также запекают до тех пор, пока лепёшка не станет хрустящей. Также его посыпают луком, кинзой или перцем.
Есть предположение, что аризонский чиз-крисп стал известен благодаря кафе «El Charro» в Тусоне.
Аризонский чиз-крисп редко встречается за пределами Аризоны, за исключением мест, популярных среди туристов из Аризоны, таких как Пуэрто-Пеньяско и Сан-Диего.